# Bonifácio (conde)
Bonifácio (em latim: Bonifacius ? - 432) era um general e governador romano da Diocese da África que serviu como conde durante o reinado do imperador ocidental Valentiniano III (r. 425–455). Com o seu rival, Flávio Aécio, é por vezes considerado o "último dos Romanos."

## Bloqueio ao usurpador João
Depois da morte de Honório em 423, o usurpador João tomou o poder. Bonifácio recusou reconhecê-lo, e bloqueou os carregamentos de cereais de África para Itália. Depois de uma revolta na Gália, e de revolta do general Flávio Aécio, o usurpador João foi deposto, e Valentiniano III, sobrinho de Honório foi feito imperador do ocidente por Teodósio II imperador do oriente. Bonifácio apoio-o, mas em 427, o mestre dos soldados da Itália, Flávio Félix, enviou tropas para evitar uma revolta de Bonifácio contra Valentiniano III, que foram derrotadas pelas tropas de Bonifácio.

## Pedido de ajuda e migração dos vândalos
Sob a influência de Flávio Aécio, a imperatriz-mãe Gala Placídia condenou Bonifácio por traição contra o imperador romano. Em vez de se render e enfrentar uma provável execução, Bonifácio solicitou o apoio dos vândalos comandados por Genserico, que estavam na Hispânia. Em 429 a tribo inteira migrou em massa, atravessando o Estreito de Gibraltar e entrando em África, para apoiar Bonifácio.
Entretanto, Bonifácio já estava de novo nas boas graças de Placídia que lhe dera o título de patrício. Informou então Genserico que já não necessitava das tropas vândalas, e tentou convencê-lo a regressar à Hispânia com o seu povo. Perante a recusa deste, Bonifácio enfrentou-o, mas foi derrotado, tendo-se refugiado em Hipona, que sofreu um longo cerco de 14 meses. Bonifácio mantinha o abastecimento da cidade por via marítimas, e Placídia solicitou o apoio ao imperador oriental.

Disse Edward Gibbon
A importância e perigo de África eram profundamente sentidos pela regência ocidental. Placidia implorou o auxílio do seu aliado oriental; e a armada italiana foi reforçada por Aspar, que saiu de Constantinopla com um poderoso armamento. Com a força dos dois impérios unida sob seu comando, Bonifácio marchou corajosamente contra os vândalos, mas a perda de uma segunda batalha, decidiu irremediavelmente o destino de África.
Assim, depois de quatorze meses, Genserico finalmente tomou a cidade, abandonada pelos romanos, numa fuga desesperada.
Os Vândalos negociaram depois a paz com Valentiniano III e governariam a província de África até que Flávio Belisário os expulsou em 534.

## Batalha de Ravena
Bonifácio tinha sido chamado a Itália antes dos Vândalos terem tomado controlo da província, sendo entretanto Mestre dos soldados e patrício. Furioso com este favor de Placídia, e aproveitando a situação frágial de Bonifácio após a derrota com os vândalos, Flávio Aécio convocou mercenários germanos e marchou contra Bonifácio, levando o recontro entre os dois à Batalha de Ravena (432), onde Bonifácio saiu vencedor, mas onde também ficou mortalmente ferido. Morreu alguns meses depois, sendo sucedido pelo seu genro Sebastiano.

No ano seguinte Flávio Aécio com uma tropa de hunos deporia Sebastiano, casar-se-ia com Pelágia, a viúva de Bonifácio, e ficou de facto a governar o Império Romano Ocidental. Tal como Bonifácio, também Aécio teve que depois enfrentar os Hunos de Átila, a quem tinha pedido ajuda. No entanto, foi vencedor na Batalha dos Campos Cataláunicos.